# Доњи Поточари
Доњи Поточари су насељено мјесто у општини Сребреница, Република Српска, БиХ. Према прелиминарним подацима пописа становништва 2013. године, у насељу је живјело 675 становника.

## Становништво
До пописа 1991. године постојало је јединствено насељено место Поточари. Те године насеље је подељено на два самостална насеља: Горњи Поточари и Доњи Поточари.
| Националност       | 1991.        | 1981.          | 1971.          |
| Муслимани          | 981 (85,52%) | 1.469 (85,70%) | 1.268 (89,92%) |
| Срби               | 147 (12,81%) | 196 (11,43%)   | 137 (9,71%)    |
| Хрвати             | 0            | 0              | 0              |
| Југословени        | 15 (1,30%)   | 42 (2,45%)     | 0              |
| остали и непознато | 4 (0,34%)    | 7 (0,40%)      | 5 (0,35%)      |
| Укупно             | 1.147        | 1.714          | 1.410          |

Подаци о броју становника до 1981. године садрже податке и за насеље Горњи Поточари који су са насељем Доњи Поточари чинили јединствено насеље под именом Поточари.
| Демографија | Демографија | Демографија |
| Година      | Становника  | Становника  |
| ----------- | ----------- | ----------- |
| 1948.       | 686         |             |
| 1953.       | 795         |             |
| 1961.       | 946         |             |
| 1971.       | 1.410       |             |
| 1981.       | 1.714       |             |
| 1991.       | 1.147       |             |
| 2013.       | 675         |             |